# ティルチラーパッリ
ティルチラーパッリ（タミル語: திருச்சிராப்பள்ளி, タミル語発音: [ˈt̪iɾɯtːʃiɾaːpːaɭːi]; 英語: Tiruchirappalli）は、南インドのタミル・ナードゥ州にある都市で、現在はティルチラーパッリ県の県庁所在地。
略してティルチまたはトリッチー （திருச்சி : Tiruchi,Trichy）と呼ばれることが多く、イギリス統治下ではトリチノポリ （Trichinopoly）と呼ばれていた。カーヴェーリ川沿いに発達した都市で、タミル・ナードゥ州のほぼ真ん中に位置する。

## 都市名
都市の名称であるティルチラーパッリはタミル語であり、「ティル」「チラー」「パッリ」の3つの部分に分けられる。「ティル」は「吉祥なる」という、人名あるいは地名に対する接頭辞である。「チラー」は、ジャイナ教の修行者であった人物の名前である。「パッリ」とは「ジャイナ教寺院」という一般名詞である。したがって、ティルチラーパッリとは「吉祥なるチラーの寺院」という意味である。
あるいは、「ティルチラー」とは「シュリーランガナータン」が訛った語形であり、ティルチラーパッリとは「吉祥なるランガナータンの寺院」という意味であるとする異説がある。

## 歴史

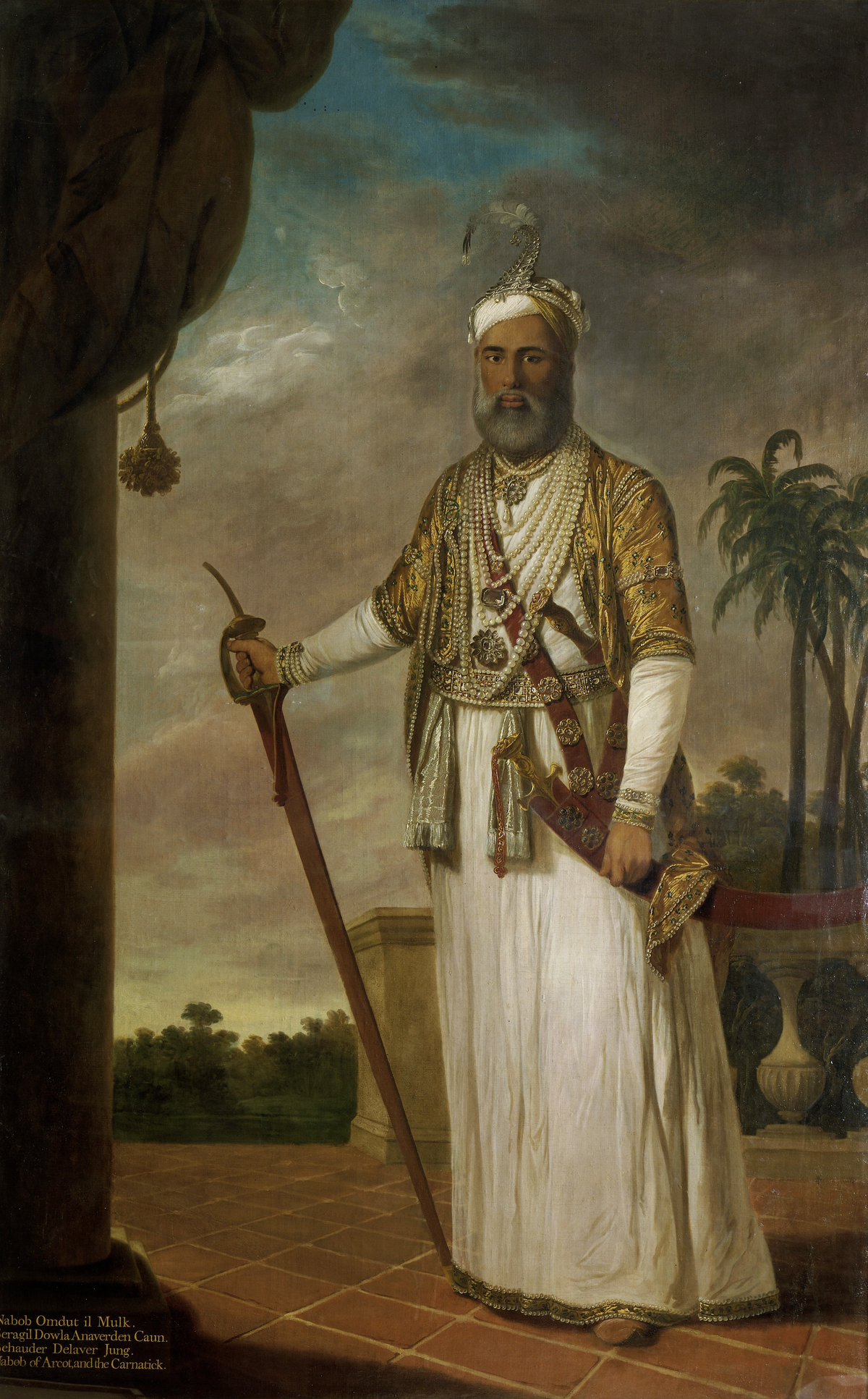
ムハンマド・アリー・ハーン

ティルチラーパッリの歴史は古く、6世紀にパッラヴァ朝のマヘーンドラヴァルマン1世がこの地を支配下に置いたのをはじめ、12世紀にチョーラ朝、同世紀末にはパーンディヤ朝の支配下に置かれた。
1310年にハルジー朝の武将マリク・カーフールが占領し、その後はマドゥライ・スルターン朝の支配下に置かれたが、1370年代にはヴィジャヤナガル王国のクマーラ・カンパナが征服した。
その後、この地はマドゥライ・ナーヤカ朝の支配下に置かれ、しばしばその首都となり、1736年にカルナータカ太守の一族チャンダー・サーヒブによって占領された。
その後、第二次カーナティック戦争においては、マイソール王国とカルナータカ太守がこの地の支配権をめぐり争った。
1795年、ムハンマド・アリー・ハーンがマドラスで死亡した際、その遺体はティルチラーパッリへと埋葬された。
1801年、イギリスはカーナティック条約でこの地を獲得し、1947年までその統治下に置かれた。